# Arizona State Sun Devils
Arizona State Sun Devils – nazwa drużyn sportowych Arizona State University w Tempe, biorących udział w akademickich rozgrywkach w Big 12 Conference, organizowanych przez National Collegiate Athletic Association. 

## Sekcje sportowe uczelni

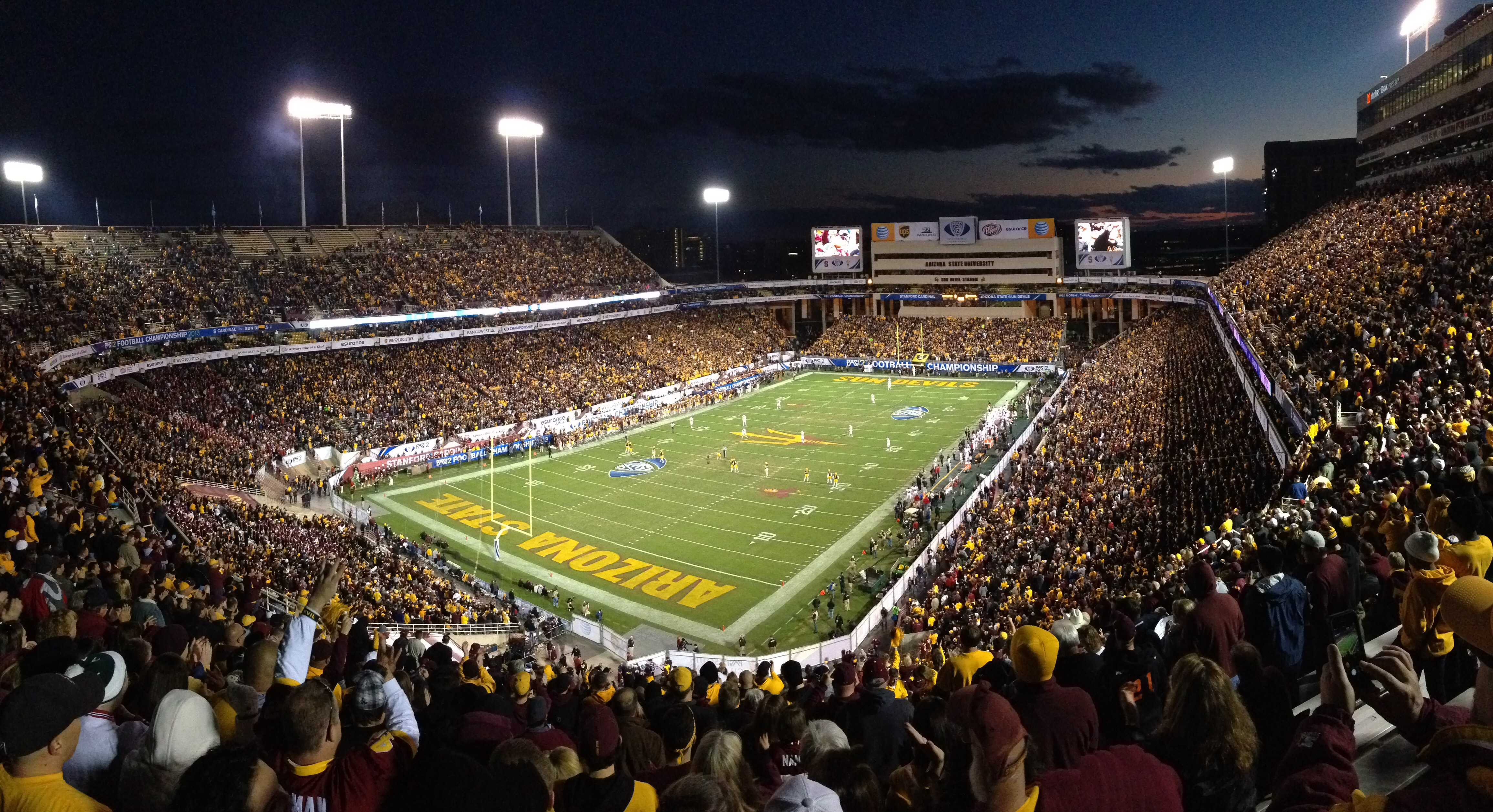
Sun Devil Stadium.

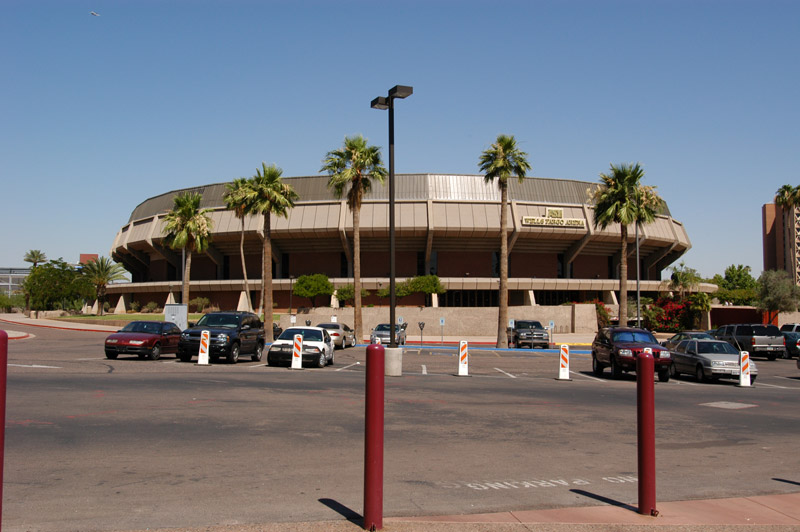
Desert Financial Arena.

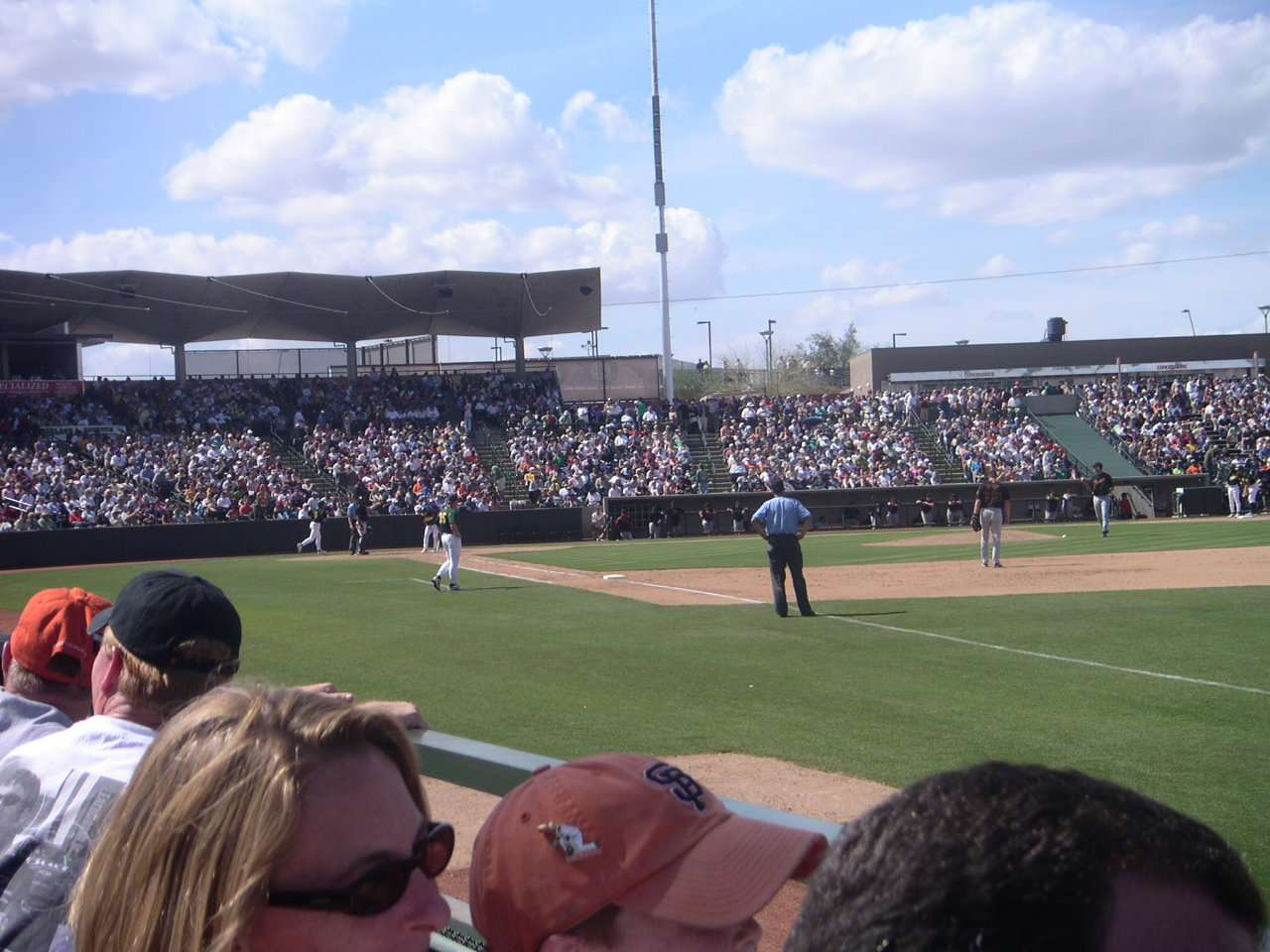
Phoenix Municipal Stadium.

| Mężczyźni - baseball (5): 1965, 1967, 1969, 1977, 1981 - bieg przełajowy - futbol amerykański - golf (2): 1990, 1996 - hokej na lodzie - koszykówka - lekkoatletyka (1): 1977 oraz (1): 2008 w hali - pływanie - tenis - zapasy (1): 1988 | Kobiety - bieg przełajowy - gimnastyka artystyczna - golf (7): 1990, 1993, 1994, 1995, 1997, 1998, 2009 - koszykówka - lacrosse - lekkoatletyka (1): 2007 oraz (2): 2007, 2008 w hali - piłka nożna - piłka wodna - pływanie - siatkówka - siatkówka plażowa - softball (2): 2008, 2011 - tenis - triathlon (1): 2016 |

W nawiasie podano liczbę tytułów mistrzowskich NCAA (stan na 13 listopada 2016)

## Obiekty sportowe
- Sun Devil Stadium – stadion drużyny futbolowej o pojemności 56 232 miejsc[4]
- Desert Financial Arena – hala sportowa o pojemności 14 198 miejsc, w której odbywają się mecze koszykówki, siatkówki oraz zawody w zapasach i gimnastyczne[5]
- Phoenix Municipal Stadium – stadion baseballowy o pojemności 8775 miejsc[6]
- Alberta B. Farrington Softball Stadium – stadion softballowy o pojemności 1535 miejsc[7]
- ASU Karsten Golf Course – pole golfowe[8]
- Mona Plummer Aquatic Center – odkryte baseny[9]
- Mullett Arena – hala sportowa, w której odbywają się mecze hokeja na lodzie[10]
- Sun Angel Stadium, Joe Selleh Track – stadion lekkoatletyczny[11]
- Sun Devil Soccer Stadium – stadion piłkarski[12]